# Robert Mintjens
Robert Mintjens is een voormalig Belgisch politicus voor CVP.

## Levensloop
Na de gemeenteraadsverkiezingen van 1976 werd hij aangesteld als schepen van openbare werken in het college van burgemeester Michel van der Straten-Waillet. Na de lokale verkiezingen van 1982 volgde hij laatstgenoemde op als burgemeester, Na de gemeenteraadsverkiezingen 1994 werd hij en zijn partij naar de oppositiebanken verwezen. Een coalitie onder leiding van Harry Hendrickx (DBM) volgde hem op.
Na de lokale verkiezingen van 2000 ontstond er een patstelling met enerzijds het kamp GRIM-DBM rond Harry Hendrickx en anderzijds een kamp VLD-CVP rond Robert Mintjens. Gezien geen van beide blokken een meerderheid had en het enige alternatief een coalitie met het Vlaams Blok was, bleef de patstelling behouden. Tot eindelijk stemde CVP in met Harry Hendrickx (DBM) als burgemeester en werd er een coalitie gesloten van GRIM, CVP en DBM.
Ook zijn kleindochter Katleen Mintjens is politiek actief. Ze is sinds 2001 gemeenteraadslid en was van 2007 tot 2012 schepen voor Open Vld. Bij de lokale verkiezingen van 2012 was ze lijsttrekster voor deze partij.
Er is een fuchsia-hybride met de naam 'Robert Mintjens'.